# Martin van den Hove
Martin van den Hove (1605 - 7 août 1639), latinisé sous le nom de Martinus Hortensius ou Ortensius, est un astronome et mathématicien néerlandais. Universitaire, van den Hove a enseigné l'astronomie copernicienne. Il a entretenu une correspondance avec plusieurs astronomes renommés de son époque, notamment avec Galilée avec qui il a collaboré.

## Biographie
Martin van den Hove est né en 1605 à Delft, sa date de naissance n'est pas précisée. Il est décédé le 7 août 1639 à Leyde.
De 1625 à 1627, il était étudiant à l'Université de Leyde auprès de Willebrord Snell et Isaac Beeckman. En 1628, il devint l'assistant de Philippe van Lansberge auquel il voua une grande admiration. Il l'aida dans son projet de "restauration de l'astronomie" ; réciproquement, Lansberge exprimait que c'était "la divine providence qui lui avait fourni cet aide puissant, alors qu'il se trouvait malade et dans un âge avancé, de même que le grand Copernic avait pu bénéficier des services de Rheticus"
Dans le préambule d'une représentation du système copernicien qu'il publia en 1632, van de Hove comparait les observations de son maître à celles de Tycho Brahe.
En novembre 1631, il tenta d'observer le transit de Mercure prédit par Kepler, mais les conditions météorologiques furent défavorables. Il publia en 1633 une exploitation des observations de ce transit par Pierre Gassendi.
À partir de 1634, Martin van den Hove fut professeur de Mathématiques à l'Athenaeum Illustre d'Amsterdam. Il y enseigna également l'Optique (1635), l'Astronomie copernicienne et la Navigation.

En 1639, il fut nommé professeur à l'Université de Leyde, mais il décéda peu après.
Martin van de Hove était en relation épistolaire avec plusieurs astronomes ou mathématiciens marquants de son époque, notamment Galilée, René Descartes, Marin Mersenne, Pierre Gassendi, Christian Huygens, Wilhelm Schickard et Nicolas-Claude Fabri de Peiresc.

## Œuvre
Martin van de Hove développa une méthode de mesure des diamètres des planètes utilisant leurs diamètres apparents révélés par les instruments d'optique (lunettes astronomiques).

Adepte de l'héliocentrisme, il a diffusé le modèle astronomique de Copernic dans les universités calvinistes de Hollande. 
Il a publié plusieurs écrits, notamment son Discours sur la dignité et l'utilité des sciences mathématiques, discours inaugural prononcé lors de sa prise de fonctions à Amsterdam en 1634.

En 1638, sa correspondance avec Galilée traitait de l'utilisation des éphémérides des satellites galiléens de Jupiter pour la détermination des longitudes sur Terre.

## Hommages

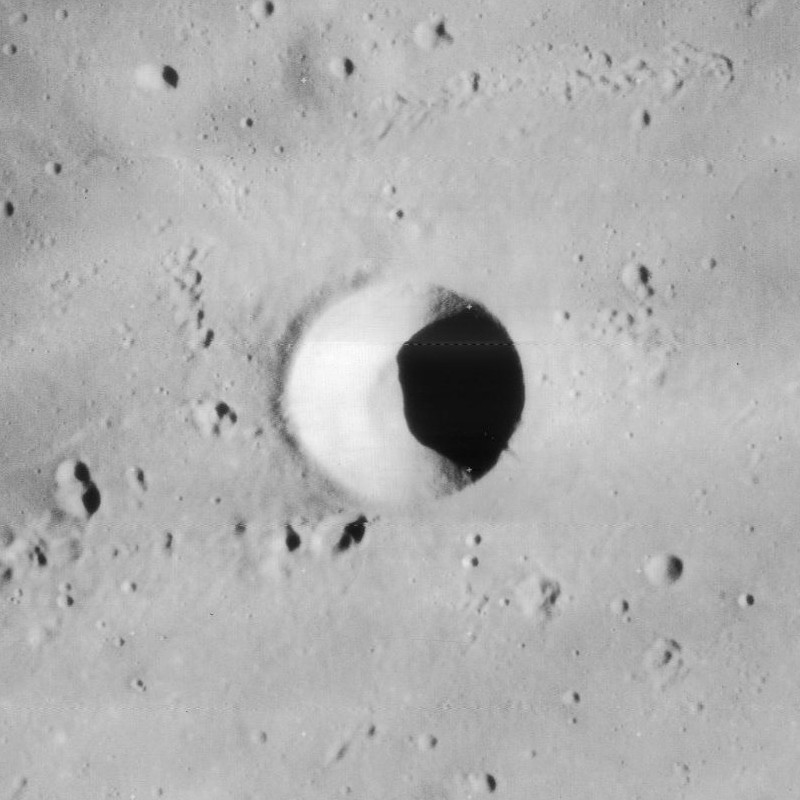
Le cratère lunaire Hortensius

La communauté astronomique désigne par Hortensius un cratère lunaire en hommage à Martin van den Hove. Il se trouve à peu de distance au sud-ouest de Copernicus.